# Wasserstraße (Stralsund)
Die Wasserstraße im Stadtgebiet Altstadt in Stralsund verbindet den Fährwall und die Fährstraße mit dem Frankenwall und dem Frankendamm. Die Semlower Straße, die Badenstraße und die Langenstraße kreuzen die Wasserstraße; die Heilgeiststraße, die Straße Am Langenkanal, die Frankenstraße und die Straße Bei der Heilgeistkirche zweigen von der Wasserstraße ab. Die Wasserstraße gehört zum Kerngebiet des UNESCO-Welterbes Historische Altstädte Stralsund und Wismar.

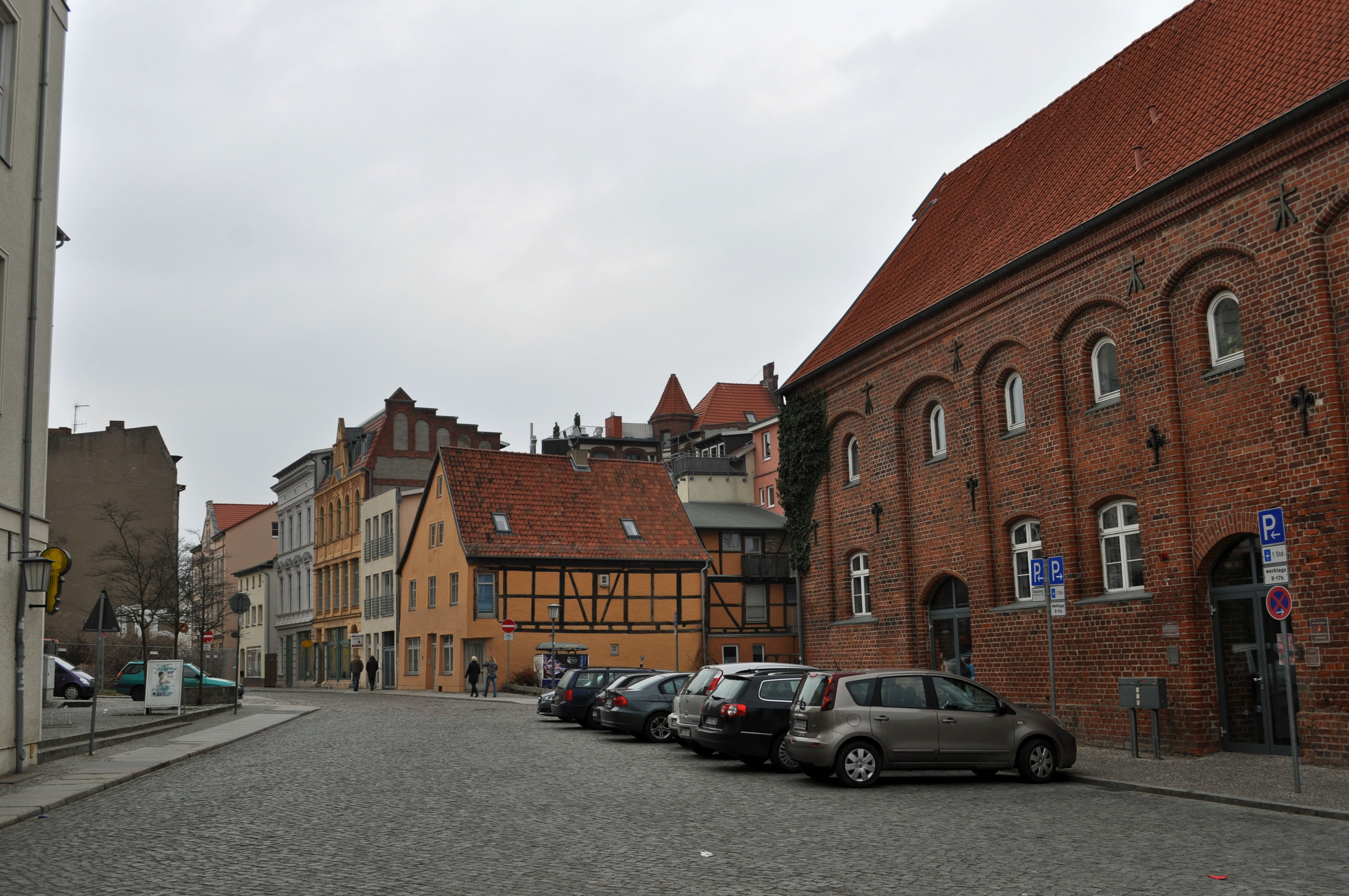
Blick in die Wasserstraße in Stralsund (2012)

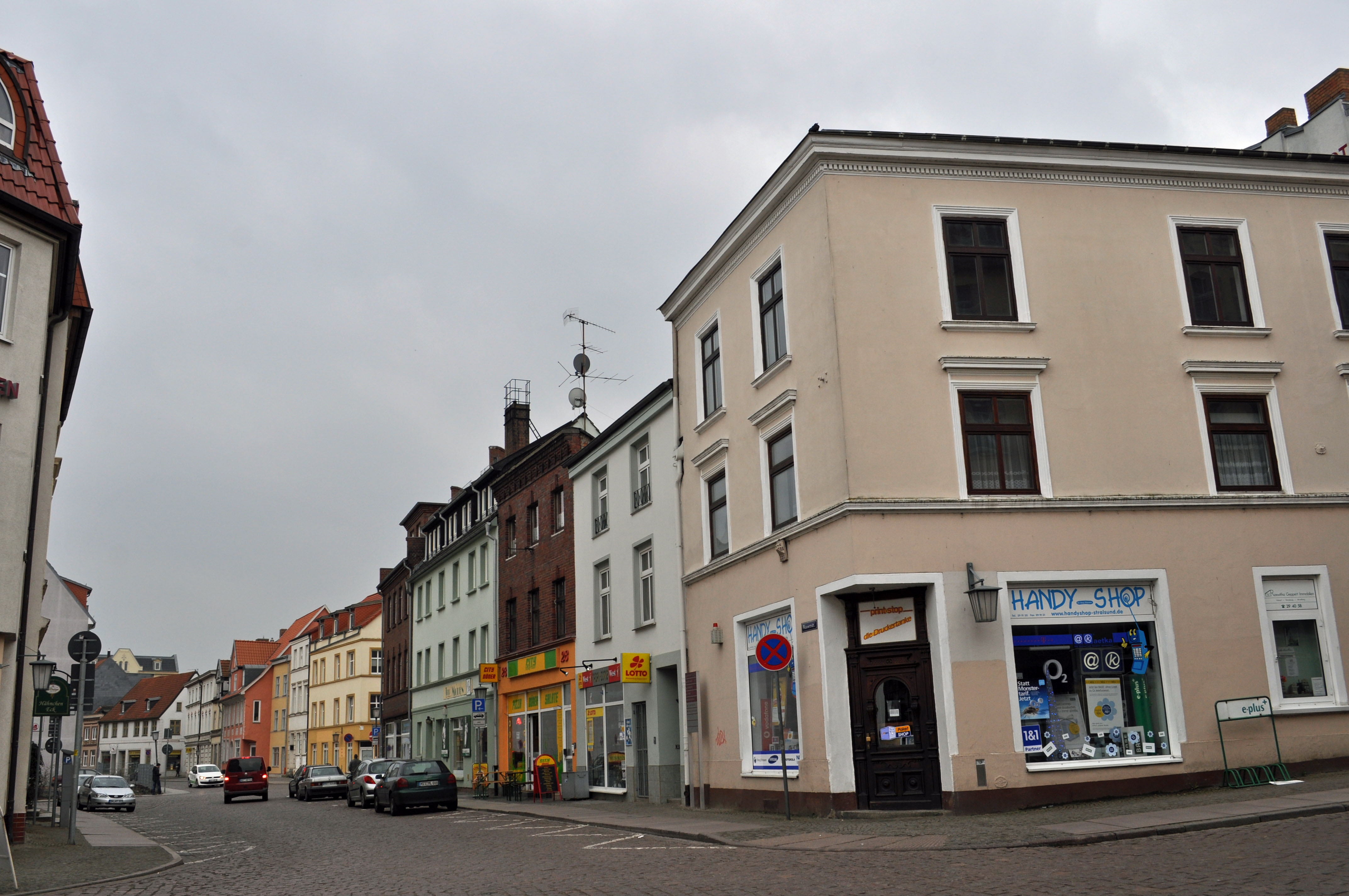
Blick in die Wasserstraße in Stralsund (2012)

Die Straße verläuft entlang der ehemaligen Stralsunder Stadtmauer zum Hafen hin. Im Jahr 1858 erhielt sie auf ihrer gesamten Länge den heutigen Namen. Bis dahin hieß der Abschnitt zwischen Fährstraße und Semlower Straße Außerm Fährtor, zwischen Semlower Straße und Badenstraße Außerm Semlower Tor, zwischen Badenstraße und Heilgeiststraße Außerm Badentor, zwischen Heilgeiststraße und Langenstraße Außerm Heilgeisttor, zwischen Langenstraße und Frankenstraße Außerm Langentor und zwischen Frankenstraße und Frankenwall Außerm Frankentor, jeweils benannt nach dem anliegenden Stadttor.
28 der Gebäude stehen unter Denkmalschutz (siehe auch Liste der Baudenkmale in Stralsund): die Häuser Wasserstraße 9, Wasserstraße 10, Wasserstraße 11, Wasserstraße 13, Wasserstraße 25, Wasserstraße 26, Wasserstraße 28, Wasserstraße 30, Wasserstraße 33, Wasserstraße 34, Wasserstraße 35, Wasserstraße 36, Wasserstraße 37, Wasserstraße 39, Wasserstraße 42, Wasserstraße 43, Wasserstraße 44, Wasserstraße 45, Wasserstraße 46, Wasserstraße 47, Wasserstraße 48, Wasserstraße 57, Wasserstraße 59, Wasserstraße 68, Wasserstraße 69, Wasserstraße 71, Wasserstraße 72 und Wasserstraße 80; zudem steht die Haustür des Hauses Wasserstraße 27 unter Denkmalschutz.
Das Haus Wasserstraße 78 wurde nach 1999 abgerissen.
Die Stadtwaage grenzt an die Wasserstraße, und das Portal der Heilgeistkirche weist zur Straße. In der Wasserstraße befand sich das Kaufhaus Zeeck, das beim Bombenangriff auf Stralsund am 6. Oktober 1944 schwer beschädigt wurde. Fünf der sechs Stadttore entlang der Straße wurden im 19. Jahrhundert abgerissen, das beim Bombenangriff 1944 schwer beschädigte Semlower Tor als letztes erhaltenes Tor dann am 29. Juni 1960 gesprengt.
Durch die Wasserstraße fuhr auf dem Abschnitt zwischen Heilgeiststraße und Frankendamm vom Jahr 1900 bis zu ihrer Stilllegung im Jahr 1966 die Stralsunder Straßenbahn.